# Indicatif régional 432

Carte de l'État du Texas avec les territoires de ses indicatifs régionaux. L'indicatif régional 432 est en blanc.

L'indicatif régional 432 est l'un des multiples indicatifs téléphoniques régionaux de l'État du Texas aux États-Unis.
Cet indicatif dessert la région du Bassin permien incluant, entre autres, les villes de Midland et d'Odessa.
La carte ci-contre indique en blanc le territoire couvert par l'indicatif 432.
L'indicatif régional 432 fait partie du plan de numérotation nord-américain.

## Comtés desservis par l'indicatif
Andrews, Brewster, Crane, Culberson, Ector, Gaines, Glasscock, Howard, Jeff Davis, Loving, Martin, Midland, Pecos, Presidio, Reeves, Terrell, Upton, Val Verde, Ward et Winkler

## Villes desservies par l'indicatif
Ackerly, Alpine, Andrews, Balmorhea, Big Bend National Park, Big Spring, Coahoma, Comstock, Coyanosa, Crane, Dryden, Forsan, Fort Davis, Fort Stockton, Garden City, Gardendale, Goldsmith, Grandfalls, Imperial, Iraan, Kermit, Lenorah, Marathon, Marfa, McCamey, Midkiff, Midland, Monahans, Odessa, Pecos, Presidio, Pyote, Rankin, Sanderson, Seminole, Stanton, Terlingua, Toyahvale, Valentine, Van Horn et Wink